# هیروکیچی سایتو
هیروکیچی سایتو (به ژاپنی: 斎藤 弘吉 Hirokichi Saitō) (متولد ۱۸۹۹ - درگذشته ۱۹ سپتامبر ۱۹۶۴) یک پژوهشگر سگ، آثار باستانی و هنرمند اهل ژاپن بود. او همچنین به دلیل ساختن محوطه «سگ وفادار هاچیکو» در مقابل ایستگاه شیبویا در توکیو و به خاطر تلاش‌هایش در نجات دو سگ به نام تارو و جیرو و دیگر سگ‌های ساخالین در اولین سفر اکتشافی قطب جنوب معروف است. نام مستعار او هیروشی سایتو (به ژاپنی: 斎藤弘) است.
او اولین رئیس انجمن حفاظت سگ ژاپنی، رئیس انجمن حمایت از حیوانات ژاپن، مدیر عامل انجمن باغ ژاپنی، مدیر انجمن پستانداران ژاپن، مدیر نماینده ژاپن در فدراسیون جهانی حمایت از حیوانات، نماینده انجمن دوستداران حیوانات، نماینده شورای مقابله با تفنگ بادی، مشاور انجمن نگهداری از مجسمه هاچیکو بود.

## شخصیت
او با هدف تبدیل شدن به یک نقاش غربی از مدرسه هنرهای زیبای توکیو فارغ‌التحصیل شد، اما در حین بهبودی پس از یک بیماری، با یک سگ ژاپنی مواجه شد و تصمیم گرفت برای حفظ سگ‌های ژاپنی که در آن زمان در خطر انقراض بودند، تلاش کند.
او در ماه مه ۱۹۲۸ انجمن حفاظت از سگ‌های ژاپنی را تأسیس کرد و شروع به تحقیق در مورد سگ‌های ژاپنی کرد و در ژوئیه ۱۹۲۸ هنگام تحقیق در مورد سگ‌های ژاپنی، به‌طور اتفاقی از وجود سگی از نژاد آکیتا (سگ) به نام هاچی مطلع شد. در اکتبر ۱۹۳۲، هیروشی نسبت به هاچی که در ایستگاه شیبویا مورد آزار و اذیت قرار می‌گرفت، احساس ترحم کرد و مقاله‌ای در مورد هاچی در روزنامه توکیو آساهی شیمبون نوشت. این داستان با عنوان «داستان رقت‌آور سگ پیر» در روزنامه منتشر شد و هاچی ناگهان مشهور شد و مردم شروع به صدا زدن او به عنوان «سگ وفادار هاچیکو» کردند. بعداً به عنوان یک هنرمند عمیقاً درگیر ساخت و نصب مجسمه برنزی هاچیکو در مقابل ایستگاه شیبویا بود که در سال ۱۹۳۴ به پایان رسید (۹ دوره شووا) و «تندیس گروه یادبود سگ کالاف قطب جنوب» که در سال ۱۹۵۹ (شووا ۳۴) تکمیل شد.
در سال ۱۹۵۷، او مدیر اجرایی انجمن حمایت از حیوانات ژاپن و سپس رئیس هیئت مدیره شد. سال بعد، ۱۹۵۸، در طول بازگشت اولین گروه تحقیقاتی قطب جنوب ژاپن از ایستگاه شووا (قطب جنوب) در جنوبگان، او سگ‌های ساخالینی، از جمله تارو و جیرو را که در ایستگاه شووا رها شده بودند، نجات داد.
او در سال ۱۹۶۴ کتاب سگ‌ها و گرگ‌های ژاپنی را منتشر کرد که می‌توان آن را اوج تحقیقات چندین ساله او در مورد سگ‌ها و گرگ‌های ژاپنی نامید. در همان سال در سن ۶۵ سالگی درگذشت.